# EfB Ishockey
EfB Ishockey je hokejový klub z Esbjergu, který hraje Dánskou hokejovou ligu v Dánsku.
Klub byl založen roku 2005. Jejich domovským stadionem je Granly Hockey Arena s kapacitou 4195 lidí.